# Campionati italiani femminili giovanili di pallanuoto
I campionati italiani femminili giovanili di pallanuoto sono un insieme di tornei pallanuotistici femminili nazionali istituiti dalla Federazione Italiana Nuoto (FIN). I campionati sono suddivisi e organizzati in 4 categorie, in base all'anno di nascita delle atlete.

## I campionati

### Under 19
Il campionato Under-19 è una categoria dei campionati giovanili italiani. Conosciuto come campionato Juniores, è aperto ad atlete con età inferiore ai diciotto anni. Lo svolgimento prevede una fase preliminare regionale organizzata dai Comitati Regionali, e una fase finale nazionale organizzata dalla sezione pallanuotistica della FIN.

### Under 17
Il campionato Under-17 A è una categoria dei campionati giovanili italiani. Conosciuto come campionato Allieve, è aperto ad atlete con età inferiore ai diciassette anni. Lo svolgimento prevede una fase preliminare regionale organizzata dai Comitati Regionali, e una fase finale nazionale organizzata dalla sezione pallanuotistica della FIN.

### Under 15
Il campionato Under-15 è una categoria dei campionati giovanili italiani. Conosciuto come campionato Ragazze, è aperto ad atlete con età inferiore ai quindici anni. Lo svolgimento prevede una fase preliminare regionale organizzata dai Comitati Regionali, e una fase finale nazionale organizzata dalla sezione pallanuotistica della FIN.

### Under 13
Il campionato Under-13 è una categoria dei campionati giovanili italiani. Conosciuto come campionato Esordienti, è aperto ad atlete con età inferiore ai tredici anni. Lo svolgimento prevede una fase preliminare regionale organizzata dai Comitati Regionali, e una fase finale nazionale organizzata dalla sezione pallanuotistica della FIN.